# Tofslilja
Tofslilja (Eucomis comosa) är en sparrisväxtart som först beskrevs av Maarten Willem Houttuyn, och fick sitt nu gällande namn av Wehrh. Tofslilja ingår i släktet tofsliljor, och familjen sparrisväxter. Inga underarter finns listade i Catalogue of Life.